# 王尘无
王尘无（1911年—1938年），原名王承谟，笔名向拉、离离、尘无、摩尔、劳人、方景亮等，男，祖籍浙江宁波，生于江苏海门，中国电影评论家。